# Vlastimil Vavřín
Vlastimil Vavřín (* 6. srpna 1952 Zlín) je český spisovatel, básník a novinář.

## Život
Narodil se ve Zlíně. V Praze se vyučil montérem výtahů. Pokusil se večerně studovat průmyslovou školu, obor silnoproud, ale po roce docházku vzdal. Nakonec odmaturoval v roce 1975 na kladenském gymnáziu a v tomtéž roce byl přijat na tehdejší Fakultu žurnalistiky UK. Studium dokončil o čtyři roky později a nastoupil do České státní spořitelny na pozici propagačního referenta.  
V počátku své literární tvorby se zabýval poezií, posléze pouze prózou. V 80. letech přispíval do týdeníku Tribuna. V letech 1981–1992 pracoval jako redaktor v deníku Svoboda, Večerní Praze a Občanském deníku. Na přelomu 80. a 90. vycházely jeho reportáže a rozhovory též v Rudém Právu. V letech 1990–1991 byl zástupcem šéfredaktora Středočeského nakladatelství a knihkupectví. V roce 1992 založil komunikační agenturu specializující se na public relations Laurus press servis.
Věnuje se psaní, práci pro Uměleckou besedu a vydávání její revue Život–Revue Umělecké besedy.  
Přátelil se s dalšími básníky, spisovateli, překladateli, výtvarníky jako byli Václav Daněk, Ludmila Dušková, Jiří Stránský, Jana Štroblová, Rudolf Matys, Ivan Kruis, Ondřej Zika a další.[zdroj?]

### Činnost v Umělecké besedě
- Je předsedou redakční rady revue Umělecké besedy Život a kulturní organizátor v Umělecké besedě
- Od roku 2015 je předsedou literárně dramatického odboru Umělecké besedy, byl jejím dlouholetým místopředsedou[kdy?]
- V roce 2015 zorganizoval třídenní Dny Česko–slovenské umělecké besedy za účasti kardinála Duky[8]

### Jiné
- Je členem PEN klubu[9] [10]
- Je členem Syndikátu novinářů

## Dílo
Od sedmnácti let píše poezii, kterou publikoval převážně časopisecky (jednu z prvotin mu otiskl časopis Československý voják už v roce 1972) a v ČsRo.

### Poezie
- Nůž do chleba (SNK–Středočeské nakladatelství a knihkupectví 1984)[12]
- Podzemní řeka (SNK 1989)

### Prózy
- Spaste naše duše (MF 2006)[13]
- S Drákulou do nebe (Akropolis 2016, ilustrace Olbram Zoubek)[2][14][15]
- Stalo se to (logos 2022)

### Rozhlas
Do rozhlasu přispíval také původními rozhlasovými počiny, např. rozhlasovou hrou o Sidonii Nádherné, úpravami románů pro rozhlasovou četbu, např. Hájili jsme hrad Williama Eastlaka a řadu dalších.